# Dennis Liwewe
Caron Dennis Liwewe (* 10. Januar 1936 in Makuzi, Njassaland; † 22. April 2014 in Lusaka, Sambia) war ein malawisch-sambischer Fußballspieler und bis zu seinem Tod aktiver Sportjournalist und Fußballkommentator.

## Leben
Liwewe wurde 1936 am Malawisee in Makuzi im damaligen Njassaland (heutiges Malawi) geboren. Noch in seiner Jugend zog die Familie nach Südrhodesien, das heutige Simbabwe, und Dennis besuchte die Dadaya Secondary School. In dieser Zeit spielte er aktiv Fußball und begann nach seinem Secondary-School-Abschluss ein Lehramtsstudium am Dadaya Teachers Training College. Im Jahre 1961, nach seinem Studiumsabschluss, siedelte er nach Chingola, Sambia, um. In Chingola startete er nun eine Karriere als Sportkommentator mit dem Schwerpunkt Fußball und schrieb einige Fachbücher. Durch seine Arbeit bekam er 1971 den sambischen Pass und wurde Chefreporter und stellvertretender Nachrichtenredakteur der Zambia Consolidated Copper Mines Wochenzeitung Nchanga. Vier Jahre später übernahm Liwewe die Führung als Medien- und Public-Relations-Manager der Wochenzeitung Nchanga. Nebenher moderierte er ab dem Ende der 1970er Jahre die Länderspiele der Sambischen Fußballnationalmannschaft. Zudem war er von 1976 bis 2004 afrikanischer Sport-Korrespondent des British Broadcasting Corporation (BBC). In dieser Zeit wurde er 1977 von Präsident Kenneth Kaunda mit dem Order of Distinguished Service ausgezeichnet. Sein größtes kommentatorisches Erlebnis war das 4:0 von Sambia über Italien im Fußball-Wettbewerb der Olympischen Sommerspiele 1988 in Seoul, Südkorea.
Anfang April 2014 kam Liwewe mit Leberbeschwerden in das Levy Mwanawasa General Hospital in Lusaka, wo er am 22. April 2014 in Folge eines Leberversagens im Alter von 78 Jahren verstarb.
Liwewe war verheiratet und hatte vier Kinder.